# Muehlenbeckia complexa
Muehlenbeckia complexa är en slideväxtart som först beskrevs av Allan Cunningham och som fick sitt nu gällande namn av Meissn..
Muehlenbeckia complexa ingår i släktet sliderankor och familjen slideväxter. Inga underarter finns listade i Catalogue of Life.